# Tespis

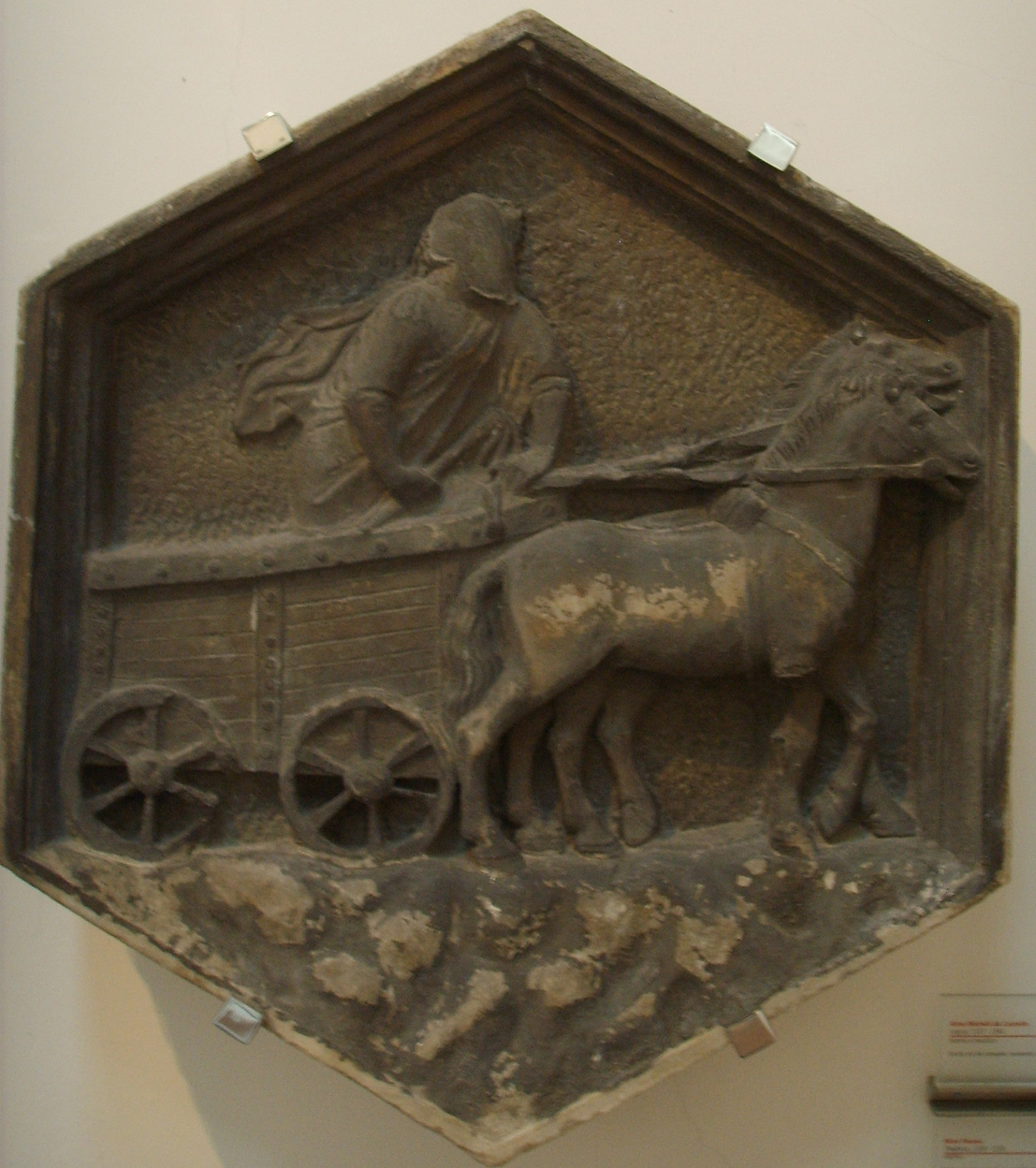
Relieve del Campanario de Giotto, en Florencia, obra de Nino Pisano (hacia 1334-1336), representando a Tespis en su carro ambulante.

Tespis (en griego antiguo, Θέσπις: Thespis; Icaria, actual Dionýsios, Ática Oriental, fl. ca. 550-500 a. C.) fue un dramaturgo griego del siglo VI a. C. Es considerado como el padre del teatro en Grecia y el primero que desempeñó el papel de actor, como distinto del de director del coro, en los incipientes dramas griegos.
Se dice que fue el ganador del primer concurso de tragedias durante las Dionisias de Atenas celebradas entre el 536 a. C. y el 533 a. C. Se le atribuyen cuatro piezas teatrales de tema mitológico: 
- Sacerdotes,
- Muchachos (tal vez sobre el mito de Teseo),
- Juegos en honor de Pelias o Forbante,
- Penteo.[1] obra de la que se conserva un verso por transmisión indirecta.

Si bien no se conserva obra suya, ni siquiera de forma fragmentaria, Tespis es considerado por la tradición como el iniciador o inventor de la tragedia como forma teatral. En su Poética, Aristóteles le atribuye este papel al haber sido el primero en introducir a un personaje o actor (hipocrites, ὑποκριτής), lo que abría la posibilidad del diálogo con el corifeo, el jefe del coro. De esta manera la representación coral perdía parte de su carácter recitativo para iniciar nuevos caminos por la vía del diálogo y del enfrentamiento entre las partes. Otros autores le suponen introductor de la máscara como elemento caracterizador del personaje: desde la aplicación de un simple maquillaje a base de carbonato de plomo, hasta la fabricación de máscaras de lino. Temistio, por su parte, le atribuye también la invención del prólogo.
Tras una fulgurante carrera dramática en las Grandes Dionisiacas atenienses, fue desterrado por Solón y obligado a recorrer los caminos con un carro, según relata la leyenda, por lo cual se le considera también el primer dramaturgo itinerante o que fue de gira.